# Pierre-Michel Roux
Pour les articles homonymes, voir Roux.
 (octobre 2016).
 (mai 2013).
Le docteur Pierre-Michel Roux est un médecin, ancien interne et assistant des hôpitaux de Paris, reçu major au concours des praticiens hospitaliers de chirurgie cardiaque.
Il est le fondateur et chef du service de chirurgie cardiaque du Centre hospitalier régional de Metz-Thionville de Metz (1988).
Il devient le promoteur de techniques chirurgicales novatrices: pontages coronariens à cœur battant par mini-incision (1995), modification de l'intervention de David (2002), et de l'intervention de Ross (2003).

## Campagne de presse
En 2007, une violente campagne de presse à son encontre provoque une enquête de l'IGAS, dont le rapport le blanchit totalement des faits reprochés, et reconnaît la qualité des soins dispensés dans le service de chirurgie cardio-vasculaire de l'hôpital Bon-Secours. Le Parisien, aujourd'hui en France, auteur des articles de presse, est condamné pour diffamation le 3 novembre 2008 par la 17ème Chambre Civile de la Presse, sous l'intitulé:

## Suspension d'activité professionnelle
À la suite d'une enquête diligentée par la toute nouvelle ARS de Lorraine (loi Bachelot HPST 2008), il est suspendu de ses fonctions le 29 octobre 2010, par la directrice de l'hôpital Bon secours, madame Anantole-Touzet, sur ordre du directeur d'ARS de Lorraine, Jean-Yves Grall, à la suite d'une enquête de l'Agence régionale de santé, qui constatait une surmortalité dans son service,. Le taux de mortalité à la suite des pontages coronariens y était de 4,8 % (pour une moyenne nationale de 3,4 %), et pour les remplacements de valves de 19,1 % (pour une moyenne nationale de 6,9 %), ce qu'explique le Dr Roux par le fait que son service acceptait des patients dits « à risques ». Par ailleurs, l'enquête de l'association des patients révélait que le taux de mortalité réel était de 3,4 %, inférieur au taux de mortalité national pour les interventions de chirurgie cardiaque en France.
Le service de chirurgie cardiaque avait été fermé en urgence le 11 octobre 2010, décision rarissime, et unique sur des taux de mortalité, non reconnus comme critère de qualité des soins,.
Le 11 octobre, était signé un contrat de retour à l'équilibre financier du CHU de Nancy, établissement déficitaire, contrat signé entre M. Rossinot, maire de Nancy, M. Grall, directeur de l'ARS de Lorraine, M. Vigouroux, directeur général du CHU, M. Bernard Niquet, préfet de Lorraine, et le responsable représentant l'ANAP, organisme prêteur.
Un mois plus tard était créée la communauté hospitalière de territoire, associant le CHU de Nancy, à la suite d'un rapport de la Cour des Comptes jugeant l'état de ses finances catastrophiques, préconisant une mutualisation des moyens avec le CHR Bon Secours.
Une association de victimes est créée, constituée e 19 membres, dirigée par madame Régine Mathieu (mars 2011).
Une association de soutien, Metz a du cœur (octobre 2010), forte de 850 adhérents, présidée par Hubert de Chevigny, et une association de professionnels santé, Comité de défense au Docteur Roux, composée de 280 membres, et dirigée par le docteur Michel Boursier, cardiologue et praticien hospitalier au CHR de Metz.
Il avait déjà fait l'objet d'une enquête de l'IGAS en 2007, qui n'avait rien retenu contre lui à l'époque. Il avait porté plainte contre Le Parisien pour diffamation, au Tribunal de grande Instance Paris, procès qu'il a gagné par décision de justice en novembre 2008. Il a été muté d'office le 2 mai 2011.

## Arbitrages
Le 9 novembre 2011, le Conseil de l'Ordre des médecins de Moselle n'a pas jugé recevable la plainte déposée par l'ARS Lorraine contre le Dr Roux, ne relevant ainsi, sur le plan professionnel et déontologique, aucune des accusations qui avaient conduit à sa révocation de l'hôpital public.
Le 2 janvier 2013, sur ordonnance du ministère de la santé, l'ARS de Lorraine se désiste de l'appel au Conseil de l'Ordre national contre le docteur Roux, par courrier du 13 décembre 2012.
Le 18 décembre 2014, la cour d'appel du tribunal administratif de Nancy a annulé la révocation du Dr Roux et rejeté toute sanction à son égard,.